# Zona Típica de Puerto Octay
La Zona Típica de Puerto Octay es una zona de alrededor de 23 hectáreas del área urbana, que se ubica en el sector centro sur de la ciudad, abarcando la Plaza de Armas, la Parroquia San Agustín, la Bahía Chile. Fue declarada el año 2010 mediante el decreto n.º 512 del Ministerio de Educación.
Cuenta con numerosos ejemplos de la arquitectura de los colonos alemanes de fines del siglo XIX y comienzos del siglo XX, periodo en el cual Puerto Octay tuvo un gran auge económico como principal vía de acceso norte al Lago Llanquihue. 
Los inmuebles patrimoniales están ubicados en el sector en torno a la Plaza de Armas, el par vial de German Wulf-La Esperanza, por la costanera y borde lago.  
Parte del valor patrimonial de la Zona Típica de Puerto Octay se refiere al entorno natural, razón por la cual se incluyó una faja de 20 metros de protección del Lago Llanquihue.

## Inmuebles de Valor Patrimonial en la Zona
- Casa Añazco
- Casa Barrientos 1 (Martín)
- Casa Barrientos 2
- Casa Bastidas
- Casa Flores
- Casa Graus
- Casa Gubernatis
- Casa Haase
- Casa Hausdorf
- Casa Klagges (Soto)
- Casa Vargas
- Casa Werner (Hitschfeld)
- Casa Wulf n°1
- Casa Wulf n°2
- Hotel Hasse
- Parroquia San Agustín
- Colegio San Vicente de Paul

## Galería

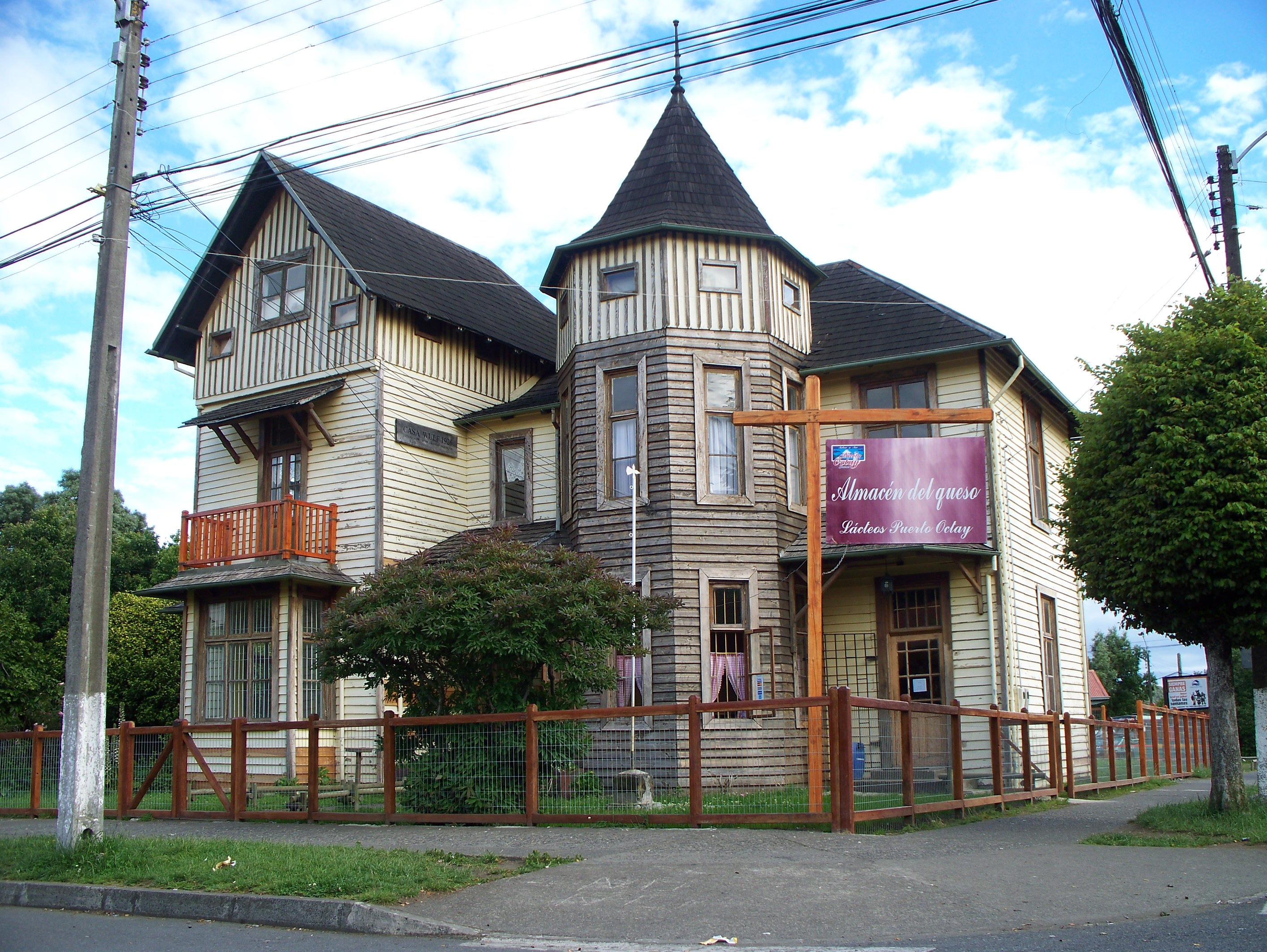
Casa Wulf 2
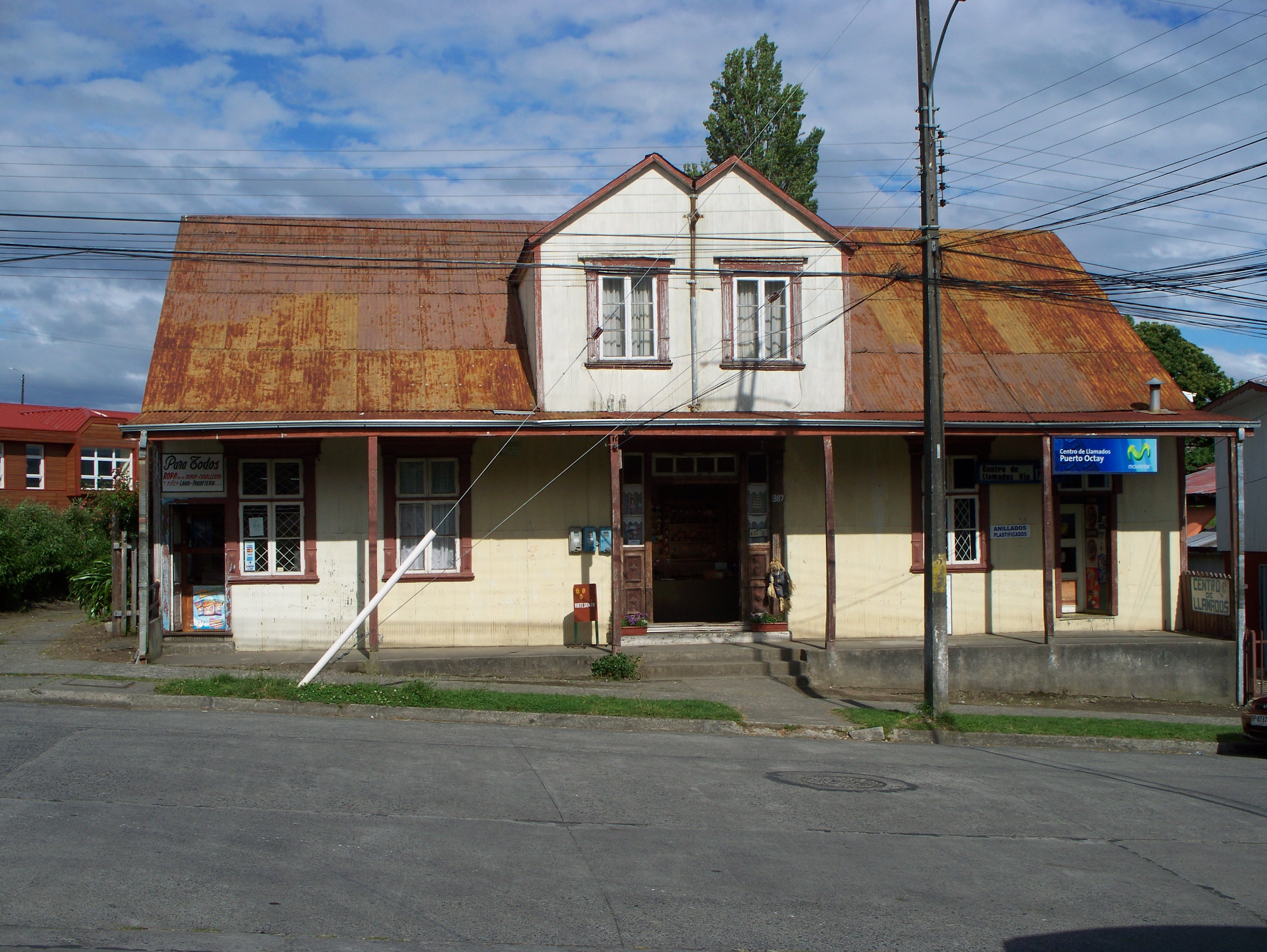
Casa Graus
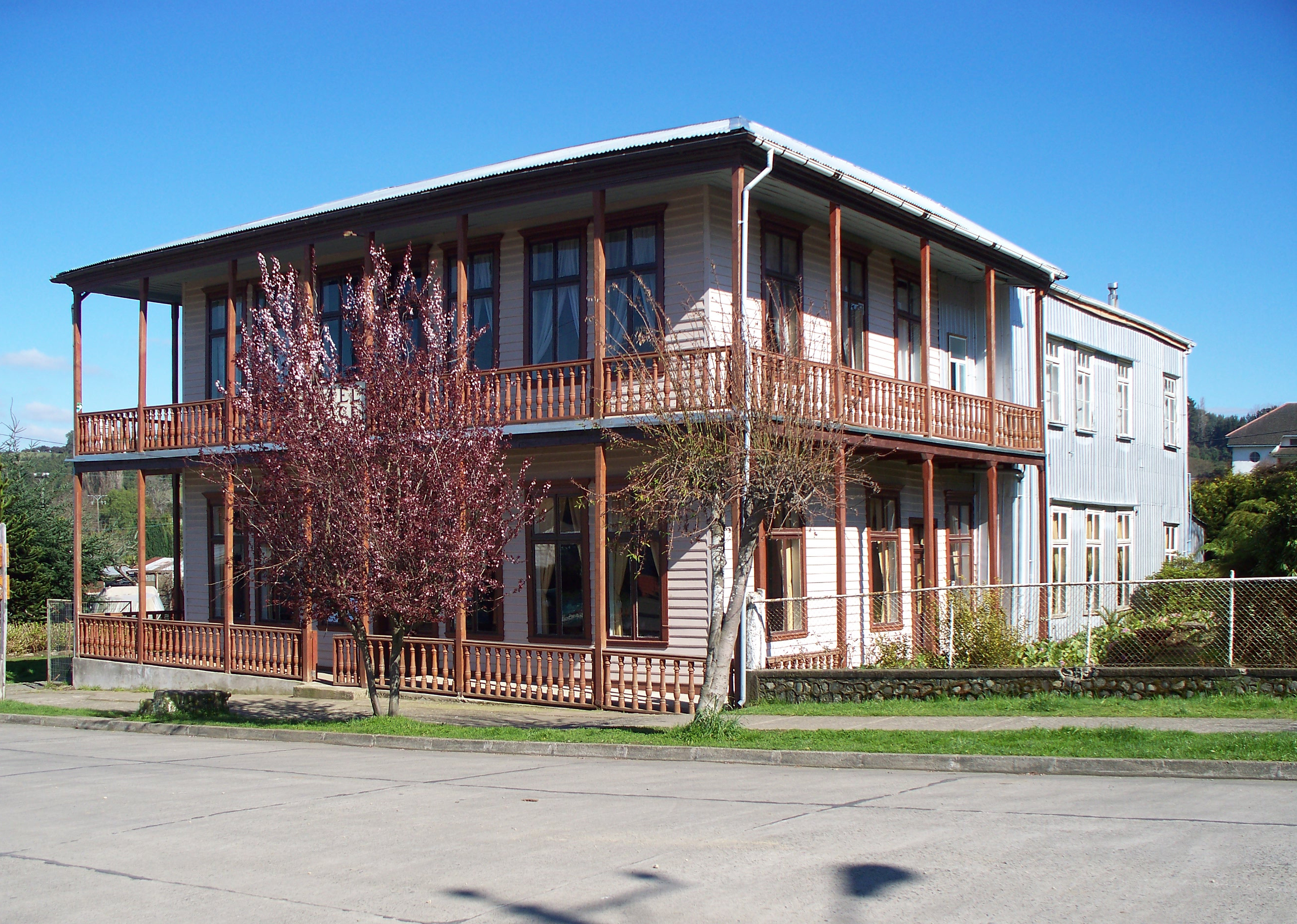
Hotel Hasse
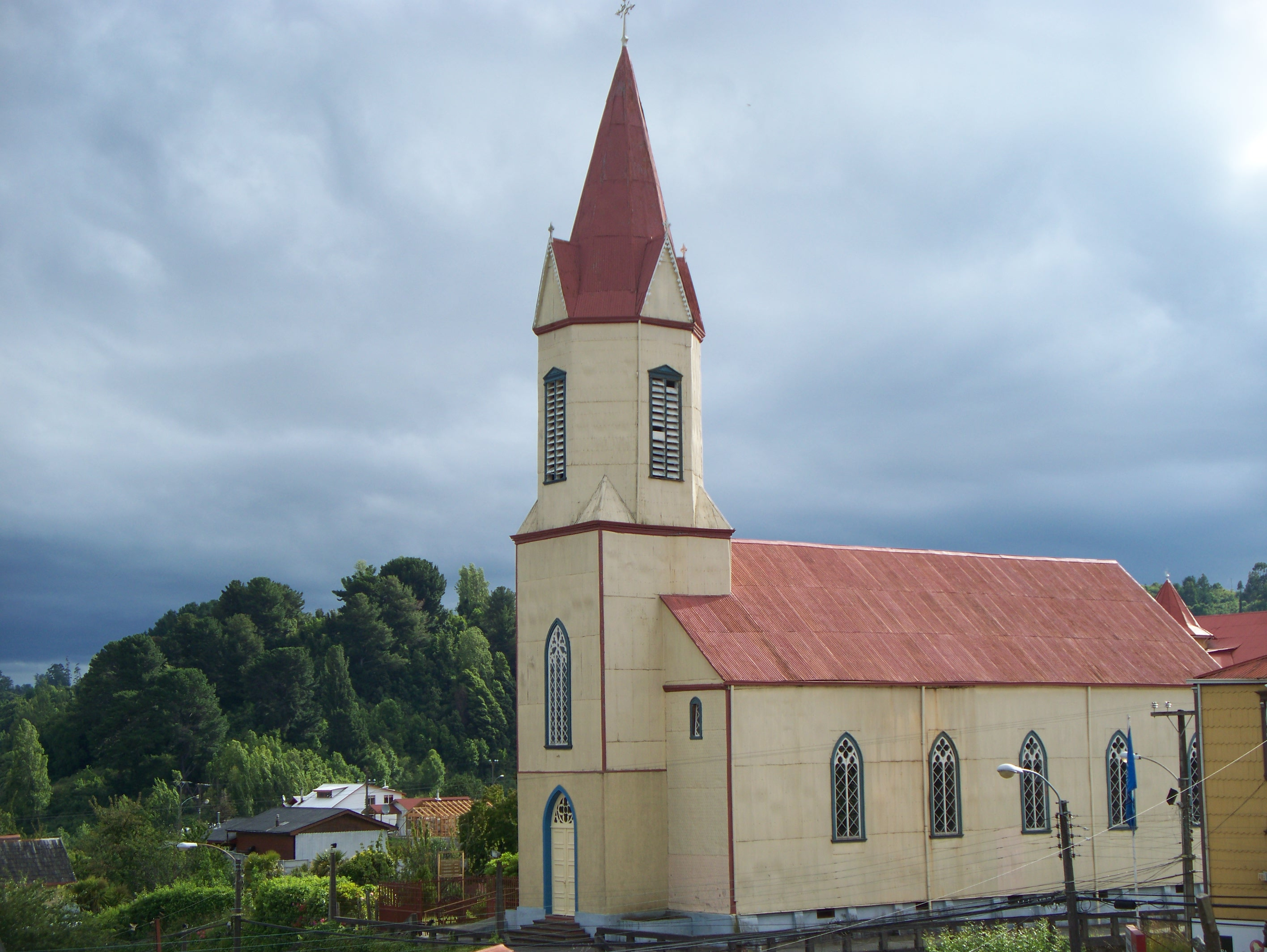
Parroquia San Agustín
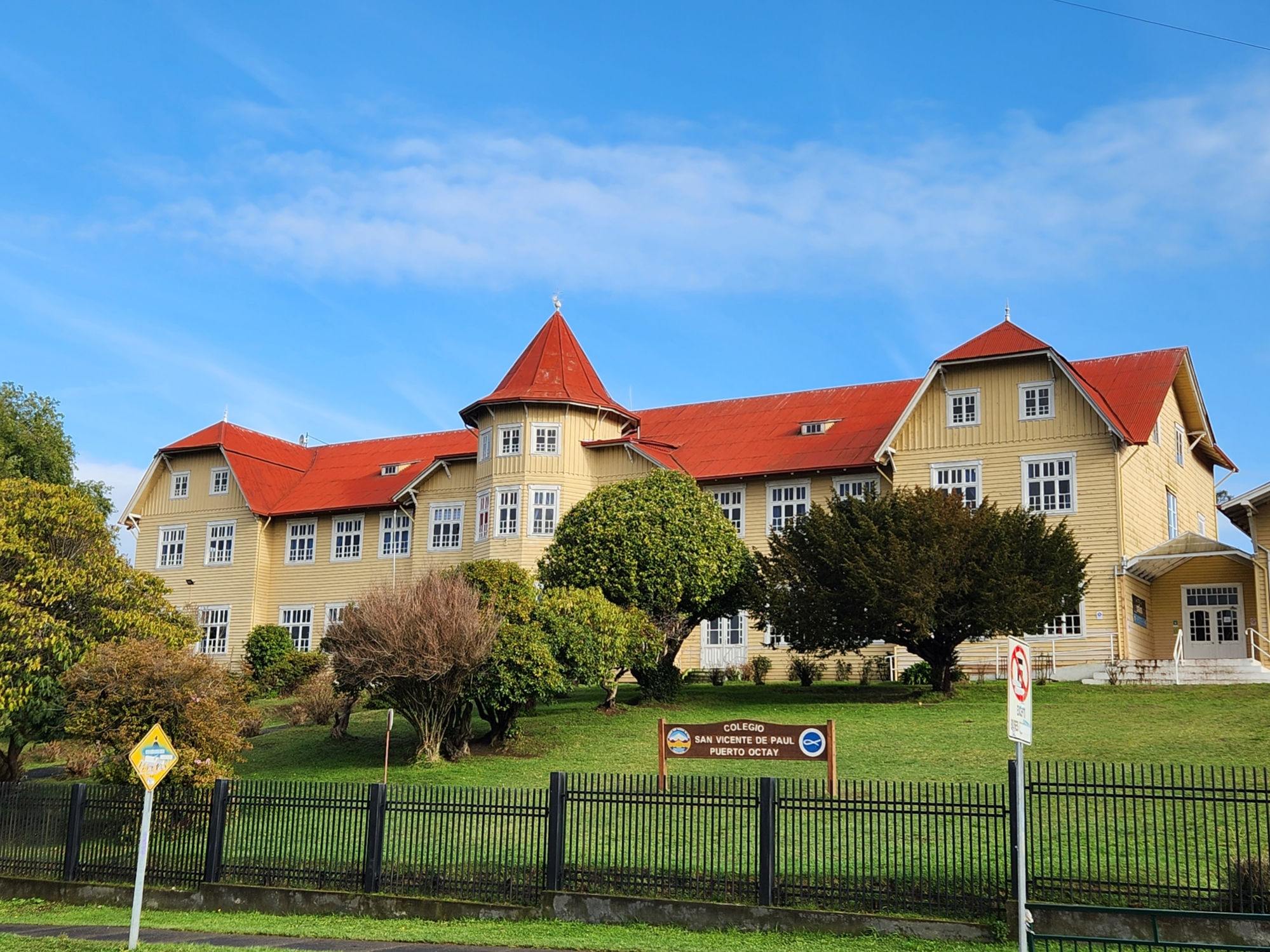
Colegio San Vicente de Paul